# Regina Birner
Regina Birner (* 1965 in Palling) ist eine deutsche Agrarwissenschaftlerin sowie Hochschullehrerin für sozialen und institutionellen Wandel und der landwirtschaftlichen Entwicklung am Institut für Agrar- und Sozialökonomie in den Tropen und Subtropen der Universität Hohenheim und seit 2012 Mitglied im deutschen Bioökonomierat.

## Leben und Wirken
Birner verbrachte ihre Jugend in Siegertsbrunn und besuchte in Neubiberg das Gymnasium mit Abitur. Die Katholische Landjugendbewegung weckte ihr Interesse an den Problemen der Dritten Welt. Sie engagierte sich für den fairen Handel und wurde Gründungsmitglied einer Genossenschaft, die in München einen Weltladen gründete.
Das Studium der Agrarwissenschaften absolvierte sie an der Technischen Universität München (1986–1992) mit Diplom-Abschluss. Anschließend wurde Birner wissenschaftliche Mitarbeiterin am Institut für rurale Entwicklung der Universität Göttingen (1997–2004). Die Promotion 1997 und Habilitation 2003 erfolgte am Institut für rurale Entwicklung der Georg-August-Universität Göttingen.
Danach wurde Birner Leiterin des Governance-Forschungsprogramms am International Food Policy Research Institute (IFPRI) in Washington, D.C. (2004–2010). Den Ruf auf den Lehrstuhl Sozialer und institutioneller Wandel und der landwirtschaftlichen Entwicklung am Institut für Agrar- und Sozialökonomie in den Tropen und Subtropen der Universität Hohenheim nahm sie 2010 an. Seit 2012 ist Regina Birner gleichzeitig Mitglied des Bioökonomierates.
Bei der Landtagswahl in Baden-Württemberg 2021 kandidierte Birner für die SPD im Landtagswahlkreis Nürtingen, verfehlte jedoch den Einzug in den Landtag.

## Mitgliedschaften
- Mitglied im Wissenschaftlichen Beirat Agrarpolitik des Bundesministeriums für Ernährung, Landwirtschaft und Verbraucherschutz (BMELV)
- Mitglied in der Senatskommission für Agrarökosystemforschung der DFG
- Mitglied im Bioökonomierat
- Mitglied der SPD[5]

## Hauptforschungsgebiete
- Institutionelle und politische Rahmenbedingungen für eine nachhaltige landwirtschaftliche Entwicklung
- Entwicklung staatlicher, privatwirtschaftlicher und genossenschaftlicher Organisationen im Agrarsektor
- Rolle von Agrarforschung und -beratung, die Sicherung von Bodenrechten, insbesondere für kleinbäuerliche Betriebe, Politikprozesse im Agrarbereich sowie die Rolle von Frauen in der landwirtschaftlichen Entwicklung
- Internationale Organisationen und ihrer Rolle für die globale Ernährungssicherung

## Publikationen (Auswahl)
- Using smartphone app collected data to explore the link between mechanization and intra-household allocation of time in Zambia / by Thomas Daum, Filippo Capezzone, Regina Birner[6]
- Livestock Diversification for Improved Resilience and Welfare Outcomes Under Climate Risks in Kenya / by Marther W. Ngigi, Ulrike Mueller, Regina Birner[7]
- Governance challenges of developing biomass-based value webs: the case of maize in Ethiopia / Tilahun Woldie Mengistu; Betreuer: Regina Birner Hohenheim 2019
- 101 Publikationen auf Researchgate[8]
- Citation Profil in Economics[9]